# فرانك لوبوس
فرانك لوبوس (بالإسبانية: Frank Lobos)‏ (25 سبتمبر 1976 في سانتياغو في تشيلي – )؛ هو لاعب كرة قدم سابق كان يلعب كلاعب وسط.

## وصلات خارجية
- فرانك لوبوس على موقع الاتحاد الدولي (مؤرشف)  (الإنجليزية)
- فرانك لوبوس على موقع رابطة كرة القدم اليابانية للمحترفين (اليابانية)
- فرانك لوبوس على موقع قاعدة بيانات كرة القدم.إي يو (الإنجليزية)
- فرانك لوبوس على موقع Soccerway.com (الإنجليزية)
- فرانك لوبوس على موقع عالم كرة القدم.نت (الإنجليزية)